# メールウェア
メールウェア（英語: Mailware）は、シェアウェアの一種である。

## 概要
メールウェアは個人制作のソフトウェアを配布する際に使用される方法の一種である。利用者に対価を払うように要求しないフリーウェアや、金銭で支払いを要求するシェアウェアとは少し違い、メールウェアではユーザーに一定期間、ソフトウェアを使用することを認め、ユーザーが気に入った場合には登録料の代わりに感想や問題点などを記した電子メールを作者に送ることや、ユーザー登録などを義務付けている。似たようなシステムを持つものとして、絵葉書を使用した「ポストカードウェア」や、ビール券を使用した「ビアウェア」などがある。
なお、英単語の「Mailware」には「Mail Malware」のかばん語としての意味もある。Mailwareは脆弱なシステムやデータが外部に晒される可能性を孕み、ビジネスにとっては金銭的なダメージや評判の悪化につながる可能性がある。